# Padre Cícero
Cícero Romão Batista (Crato, 24 de março de 1844 – Juazeiro do Norte, 20 de julho de 1934) foi um sacerdote católico brasileiro. Na devoção popular, é conhecido como Padre Cícero ou Padim Ciço. Obteve grande prestígio e influência sobre a vida social, política e religiosa do Ceará, bem como do Nordeste.
Em março de 2001, foi escolhido "O Cearense do Século", em votação promovida pela TV Verdes Mares, em parceria com a Rede Globo de televisão.
Em julho de 2012, foi eleito um dos "100 maiores brasileiros de todos os tempos" em concurso realizado pelo SBT, com a BBC.
Foi declarado "servo de Deus" em junho de 2022 pela Santa Sé, quando foi autorizada a abertura do processo de beatificação.
Em 10 de outubro de 2023, seu nome foi inscrito no livro Livro dos Heróis e Heroínas da Pátria.

## Biografia
Proprietário de terras, de gado e de diversos imóveis, Cícero fazia parte da sociedade e da política conservadora do sertão do Cariri. Sempre teve o médico Floro Bartolomeu como o seu braço direito, e integrava o sistema político cearense, que ficou sob o controle da família Accioli durante mais de duas décadas.

### Nascimento e genealogia
Nascido no interior do Ceará, por parte paterna possuía ascendência portuguesa. Seu pai, Joaquim Romão Batista, era filho de Romão José Batista e Angélica Romana Batista. Seus antepassados paternos foram Francisca Pereira de Oliveira e o português Antônio José Batista e Melo, além de ser bisneto por parte de Francisca do português José Pereira Lima Aço.
Sua mãe, Joaquina Ferreira Gastão (que depois mudou seu nome para Joaquina Vicência Romana), era conhecida como dona Quinô, filha do baiano José Ferreira Gastão e neta de Manoel Ferreira Gastão e Antônia Maria de Sousa, ambos também baianos que emigraram para o Crato. Já aos seis anos começou a estudar com o professor Rufino de Alcântara Montezuma.
Sabe-se que seu avô paterno, Romão José Batista, consta na lista dos patriotas de 1822 que em 1830 testemunharam a favor do lealista Joaquim Pinto Madeira, capitão do exército e futuro líder de uma revolta sertaneja de caráter religioso, reacionário, antiliberal e restaurador que exigia, além da abolição da Constituição de 1824, o retorno do Antigo Regime português na figura do então deposto Pedro I. Destaca-se nesta insurgência a liderança religiosa do então vigário de Jardim, o padre Antônio Manuel de Sousa, um dos percursores das políticas paternalistas no sertão cearense do Brasil-Império que acabaram sendo aproveitadas pelo próprio Padre Cícero sob égide dos coronéis.

### Infância e educação
Um fato importante marcou a sua infância: o voto de castidade feito aos 12 anos, influenciado pela leitura da vida de São Francisco de Sales.
Em 1860, foi matriculado no colégio do renomado padre Inácio de Sousa Rolim, em Cajazeiras, na Paraíba. Não ficou menos de dois anos, pois a inesperada morte de seu pai, vítima de cólera em 1862, obrigou-o a interromper os estudos e voltar para junto da mãe e das irmãs solteiras. A morte do pai, que era um pequeno comerciante no Crato, trouxe sérias dificuldades financeiras à família de tal sorte que, mais tarde, em 1865, quando Cícero Romão Batista precisou ingressar no Seminário da Prainha, em Fortaleza, só o fez graças à ajuda de seu padrinho de crisma, o coronel Antônio Luís Alves Pequeno.

### Ordenação sacerdotal
Durante o período em que esteve no seminário, Cícero Romão era considerado um aluno mediano e, apesar de anos depois arrebatar multidões com seus sermões, apresentou notas baixas nas disciplinas relacionadas à oratória e eloquência.
Cícero foi ordenado padre no dia 30 de novembro de 1870. Após sua ordenação, retornou ao Crato e, enquanto o bispo não lhe dava paróquia para administrar, ficou a ensinar latim no Colégio Padre Ibiapina, fundado e dirigido pelo professor José Joaquim Teles Marrocos, seu primo e grande amigo.

### Chegada a Tabuleiro Grande

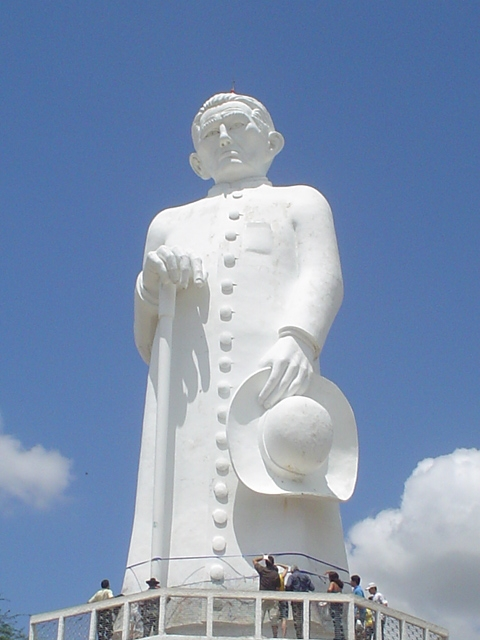
Estátua do Padre Cícero na colina do Horto, em Juazeiro do Norte

No Natal de 1871, convidado pelo professor Simeão Correia de Macedo, o padre Cícero visitou pela primeira vez o povoado de Juazeiro (numa fazenda localizada na povoação de Juazeiro, então pertencente à cidade do Crato), e ali celebrou a tradicional missa do galo.
O padre visitante, então aos 28 anos, estatura baixa, pele branca, cabelos louros, olhos azuis e voz modulada, impressionou os habitantes do lugar. E a recíproca foi verdadeira. Por isso, decorridos alguns meses, exatamente no dia 11 de abril de 1872, lá estava de volta, com bagagem e família, para fixar residência definitiva no Juazeiro.
Muitos livros afirmam que Padre Cícero resolveu fixar morada em Juazeiro devido a um sonho (ou visão) que teve, segundo o qual, certa vez, ao anoitecer de um dia exaustivo, após ter passado horas a fio a confessar as pessoas do arraial, ele procurou descansar no quarto contíguo à sala de aulas da escolinha, onde improvisaram seu alojamento, quando caiu no sono e a visão que mudaria seu destino se revelou. Ele viu, conforme relatou aos amigos íntimos, Jesus Cristo e os doze apóstolos sentados à mesa, numa disposição que lembra a última Ceia, de Leonardo da Vinci. De repente, adentra ao local uma multidão de pessoas carregando seus parcos pertences em pequenas trouxas, a exemplo dos retirantes nordestinos. Cristo, virando-se para os famintos, falou da sua decepção com a humanidade, mas disse estar disposto ainda a fazer um último sacrifício para salvar o mundo. Porém, se os homens não se arrependessem depressa, Ele acabaria com tudo de uma vez. Naquele momento, Ele apontou para os pobres e, voltando-se inesperadamente ordenou: - E você, Padre Cícero, tome conta deles!

### Apostolado

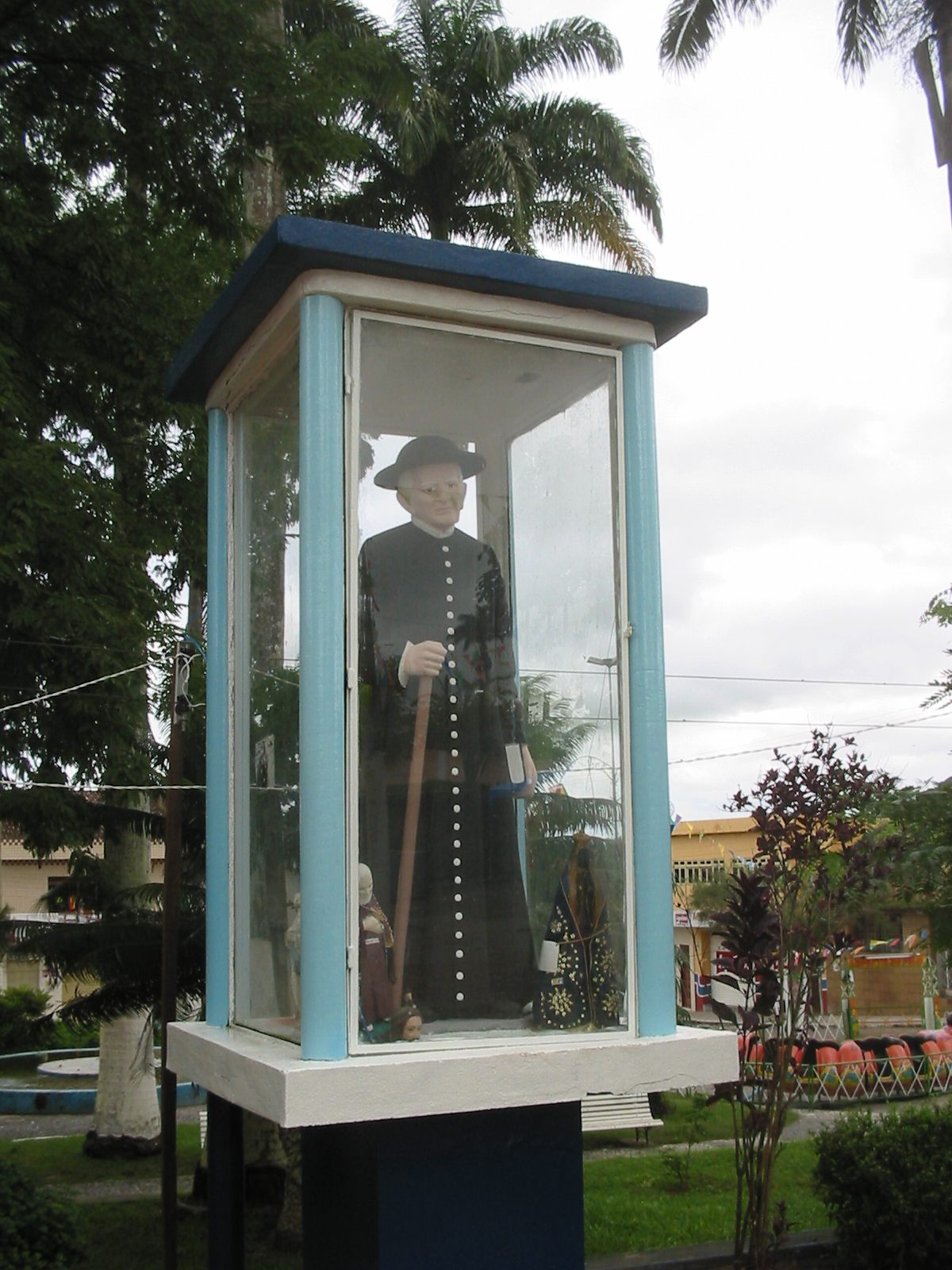
Imagem em Agrestina

Em sua incansável atividade pastoral, pregava o evangelho, aconselhava, dava confissões e visitava a comunidade. Nesse período, ocorreu a grande seca no Nordeste brasileiro (1877-1879). Em breve conquistou a simpatia do povo, liderando a comunidade e moralizando os costumes "de pecado", como os excessos de bebedeira e a prostituição. Sua obra se expandiu e padre Cícero precisou recrutar mulheres solteiras e viúvas, organizando e exercendo sua autoridade sobre uma irmandade leiga, formada por beatas, que o ajudava nas atividades pastorais.
No pequeno aglomerado de casas de taipa, com uma capelinha erigida pelo primeiro capelão-padre Pedro Ribeiro de Carvalho, em honra a Nossa Senhora das Dores, padroeira do lugar, ele tratou inicialmente de melhorar o aspecto da capelinha, adquirindo várias imagens com as esmolas dadas pelos fiéis.
Depois, tocado pelo ardente desejo de conquistar o povo que lhe fora confiado por Deus, desenvolveu intenso trabalho pastoral com pregação, conselhos e visitas domiciliares, como nunca se tinha visto na região. Dessa maneira, rapidamente ganhou a simpatia dos habitantes, passando a exercer grande liderança na comunidade.
Paralelamente, agindo com muita austeridade, cuidou de moralizar os costumes da população, acabando pessoalmente com os excessos de bebedeira e com a prostituição.
Restaurada a harmonia, o povoado experimentou, então, os passos de crescimento, atraindo gente da vizinhança curiosa por conhecer o novo capelão.
Para auxiliá-lo no trabalho pastoral, o padre Cícero resolveu, a exemplo do que fizera Padre Ibiapina, famoso missionário nordestino que morreu em 1883, recrutar mulheres solteiras e homens de boa vontade (dentre eles José Lourenço Gomes da Silva, futuro líder do Caldeirão de Santa Cruz do Deserto).

### Alegado milagre

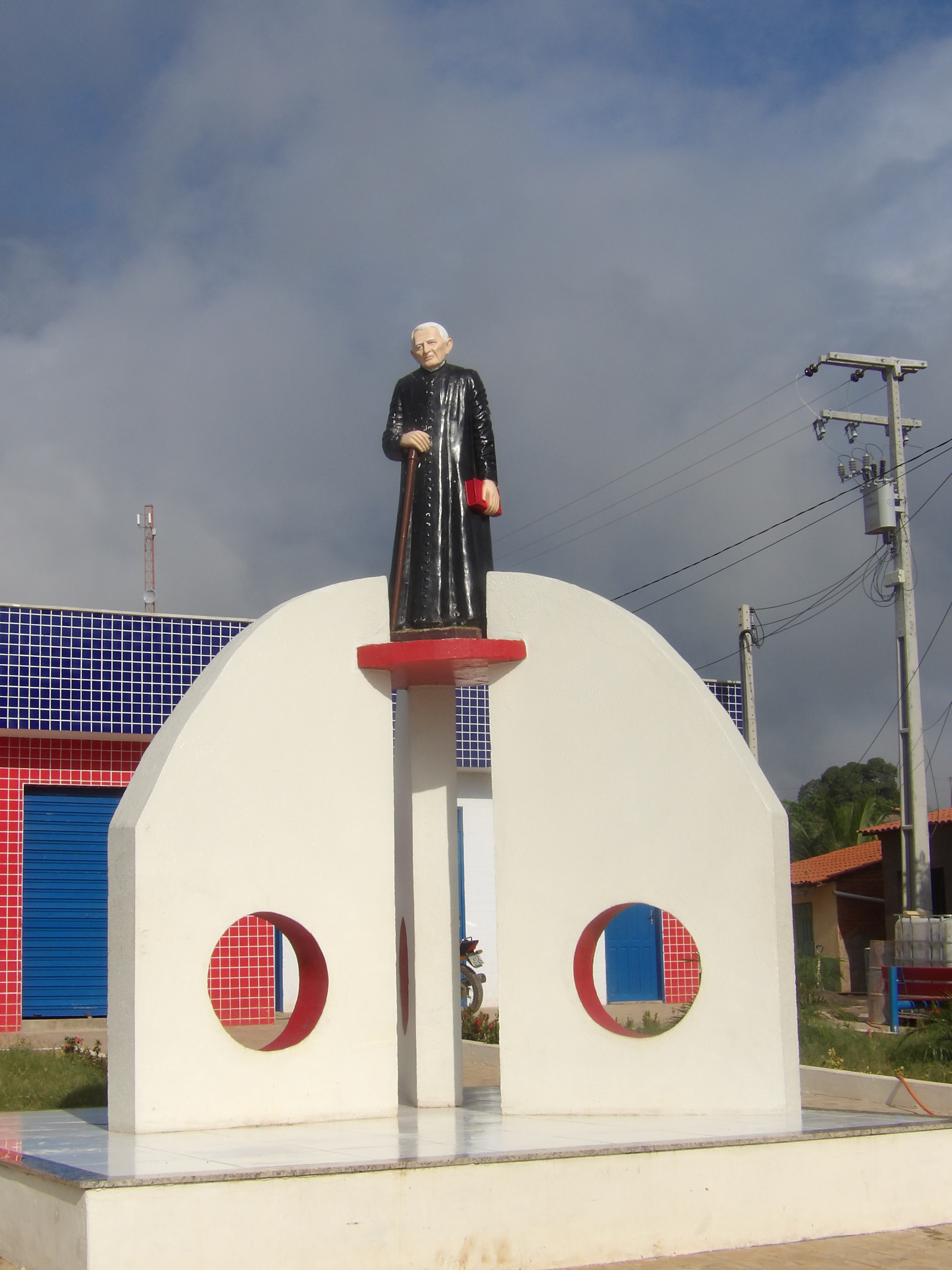
Estátua do Padre Cícero na Serra do Quincuncá em Farias Brito

Em 1.º de março de 1889, durante uma missa celebrada pelo padre Cícero, a hóstia ministrada pelo sacerdote à religiosa Maria de Araújo se transformou em sangue na boca da religiosa. Segundo relatos, tal fenômeno se repetiu diversas vezes durante cerca de dois anos. Rapidamente espalhou-se a notícia de que acontecera um milagre em Juazeiro. A pedido de padre Cícero a diocese formou uma comissão de padres e profissionais da área da saúde para investigar o suposto milagre. A comissão tinha como presidente o padre Clycério da Costa e como secretário o padre Francisco Ferreira Antero, contava, ainda, com a participação dos médicos Marcos Rodrigues Madeira e Ildefonso Correia Lima, além do farmacêutico Joaquim Secundo Chaves. Em 13 de outubro de 1891, a comissão encerrou as pesquisas e chegou à conclusão de que não havia explicação natural para os fatos ocorridos, e que teria sido portanto um milagre.[carece de fontes?]
Insatisfeito com o parecer da comissão, o bispo Dom Joaquim José Vieira nomeou uma nova comissão para investigar o caso, tendo como presidente o padre Alexandrino de Alencar e como secretário o padre Manoel Cândido. A segunda comissão concluiu que não houve milagre, mas sim um embuste. Dom Joaquim se posicionou favorável ao segundo parecer e, com base nele, suspendeu as ordens sacerdotais de padre Cícero e determinou que Maria de Araújo, que viria a morrer em 1914, fosse enclausurada.[carece de fontes?]
Em 1898, padre Cícero foi a Roma, onde se reuniu com o Papa Leão XIII e com membros da Congregação do Santo Ofício, conseguindo sua absolvição. No entanto, ao retornar a Juazeiro, a decisão do Vaticano foi revista e padre Cícero teria sido excomungado, porém, estudos realizados décadas depois pelo bispo Dom Fernando Panico sugerem que a excomunhão não chegou a ser aplicada de fato. O próprio papa Bento XVI, quando era cardeal, encomendou no ano de 2001 estudos e análises para debater no Vaticano a possibilidade de ser feita a reabilitação.
No dia 31 de maio de 2006, Dom Fernando conduziu uma comitiva de religiosos, políticos e fiéis, e também enviou ao Vaticano a documentação técnica para a abertura do processo de reabilitação do padre Cícero. Em 13 de dezembro de 2015, Padre Cícero recebeu perdão da Igreja Católica.

### Política
Sua relação com a política inicia em 1901 com a visita do Conde von de Brule, em missão da Secretaria do Interior do Ceará, a terrenos que possuía no Crato, na localidade de Taboca, onde se havia conhecimento de afloramentos de xisto betuminoso de relevância econômica. Somente em 1919, o então governador do Ceará, João Tomé de Saboia e Silva, visitaria os afloramentos e ordenaria a construção de galerias, batizadas de Mina Santa Rosa. Devido ao excessivo calor e deficiência na ventilação, os trabalhos foram interrompidos por dois anos. Em 1921 a Inspetoria Federal de Obras Contra as Secas financiou uma perfuração neste terreno e em outubro de 1922, o químico, geólogo e mineralogista Sylvio Froes Abreu, então com dezenove anos, relatou que o xisto betuminoso continha potencial para produção de óleos lubrificantes e combustíveis. Na geologia moderna, essa camada petrolífera é denominada como Membro Fundão.
Padre Cícero era filiado ao extinto Partido Republicano Conservador (PRC). Foi o primeiro prefeito de Juazeiro do Norte, em 1911, quando o povoado foi elevado a cidade. Em 1926 foi eleito deputado federal, porém não chegou a assumir o cargo. Em 4 de outubro de 1911, ele e outros dezesseis líderes políticos da região se reuniram em Juazeiro e firmaram um acordo de cooperação mútua bem como o compromisso de apoiar o governador Antônio Pinto Nogueira Accioli. O encontro recebeu a alcunha de Pacto dos Coronéis, sendo apontado como uma importante passagem na história do coronelismo brasileiro.
Em 1913, foi destituído do cargo pelo governador Marcos Franco Rabelo, voltando ao poder em 1914, quando Franco Rabelo foi deposto no evento que ficou conhecido como Sedição de Juazeiro. Foi eleito, ainda, vice-governador do Ceará, no Governo do General Benjamin Liberato Barroso.
Ao fim da década de 1920, Padre Cícero começou a perder a sua força política, que praticamente acabou depois da Revolução de 1930. Seu prestígio como santo milagreiro, porém, aumentaria cada vez mais.
Apesar de algumas tentativas acadêmicas de relacioná-lo ao comunismo e, mais tarde, com a Teologia da Libertação, o padre Cícero Romão era profundamente anticomunista e apegava-se à doutrina católica para justificar sua posição. Numa entrevista concedida em 1931, afirmou: "O comunismo foi fundado pelo Demônio. Lucífer é o seu nome e a disseminação de sua doutrina é a guerra do diabo contra Deus. Conheço o comunismo e sei que é diabólico. É a continuação da guerra dos anjos maus contra o Criador e seus filhos".

### Ligação com o cangaço

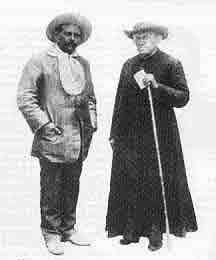
Floro Bartolomeu e Padre Cícero

Virgulino Ferreira da Silva, o Lampião, era devoto de padre Cícero e respeitava as suas crenças e conselhos. Os dois se encontraram uma única vez, em Juazeiro do Norte, em 1926. Naquele ano, a Coluna Prestes, liderada por Luís Carlos Prestes, percorria o interior do Brasil desafiando o Governo Federal. Para combatê-la foram criados os chamados Batalhões Patrióticos, comandados por líderes regionais que muitas vezes arregimentavam cangaceiros.
Existem duas versões para o encontro. Na primeira, difundida por Billy Jaynes Chandler, o sacerdote teria convocado Lampião para se juntar ao Batalhão Patriótico de Juazeiro, recebendo em troca, anistia de seus crimes e a patente de Capitão. Na outra versão, defendida por Lira Neto e Anildomá Willians, o convite teria sido feito por Floro Bartolomeu sem que padre Cícero soubesse.
Ao chegarem em Juazeiro, Lampião e os 49 cangaceiros que o acompanhavam ouviram padre Cícero aconselhá-los a abandonar o cangaço. Como Lampião exigia receber a patente que lhe fora prometida, Pedro de Albuquerque Uchoa, único funcionário público federal no município, escreveu em uma folha de papel que Lampião seria, a partir daquele momento, Capitão e receberia anistia por seus crimes. O bando deixou Juazeiro sem enfrentar a Coluna Prestes.[carece de fontes?]

### Morte
O padre Cícero morreu em Juazeiro do Norte em 20 de julho de 1934, aos 90 anos, encontrando-se sepultado na Igreja de Nossa Senhora do Perpétuo Socorro, na mesma cidade.

## Beatificação
No dia 20 de agosto de 2022, durante uma missa realizada no largo da Capela do Socorro, em Juazeiro do Norte, o bispo de Crato, Dom Magnus Henrique Lopes, afirmou que recebera da Dicastério para as Causas dos Santos o nihil obstat, datado de 24 de junho de 2022, para dar início ao processo de beatificação de Padre Cícero, agora intitulado "servo de Deus". Em 30 de novembro, deu-se início à fase diocesana do processo. O postulador desta causa é o Dr. Paolo Vilotta.
Em 7 de junho de 2025, foi concluída a fase diocesana, compilada em 10 volumes em cerca de 10 mil páginas, contendo o relatório da Comissão Histórica, escritos do padre Cícero, dez obras literárias sobre o padre, além dos testemunhos de mais de 60 pessoas que tiveram contato com a história do religioso.
O material foi enviado para o Dicastério para as Causas dos Santos em Roma, onde será realizada a fase romana, que pode levar padre Cícero a receber o título de Venerável. Após, poderá ocorrer um segundo inquérito, com uma fase diocesana, buscando comprovar um milagre atribuído a Padre Cícero, e uma fase romana, que pode tornar o padre Cícero um beato.

### Canonização pela Igreja Católica Apostólica Brasileira
Em 6 de julho de 1973, Padre Cícero foi canonizado pela Igreja Católica Apostólica Brasileira, que não tem comunhão com a Igreja Católica Romana. Sua canonização foi idealizada pelo então bispo de Maceió, Dom Wanillo Galvão Barros, que observava a devoção dos nordestinos ao religioso. Ela foi sustentada com pesquisas sobre sua santidade e milagres atribuídos a sua intercessão. Sua festa é celebrada no dia 20 de julho, contando com festejos religiosos e populares.